# Gare de Souani
La gare de Souani est une ancienne gare ferroviaire algérienne, située sur le territoire de la commune de Souani, dans la wilaya de Tlemcen.

## Situation ferroviaire
La gare est située sur la ligne de Akid Abbes à Ghazaouet, où elle est précédée de la gare de Akid Abbes et suivie de celle de Nedroma.

## Service des voyageurs

### Desserte
En 2023, la gare n'est pas desservie par les trains de la Société nationale des transports ferroviaires.